# Trichogramma minutum
Trichogramma minutum är en stekelart som beskrevs av Riley 1871. Trichogramma minutum ingår i släktet Trichogramma och familjen hårstrimsteklar. Inga underarter finns listade i Catalogue of Life.